# Ipotești (Olt)
Pour les articles homonymes, voir Ipotești.
Ipotești est une commune du județ d'Olt en Roumanie.